# يناير 2007
يناير 2007 هو الشهر الأول من عام 2007. بدأ الشهر يوم الإثنين، وانتهى يوم الأربعاء بعد 31 يومًا.

## بوابة:أحداث جارية
| 6 يناير 2007 (السبت) | عدل | تاريخ | راقب | تصفح |

| 11 يناير 2007 (الخميس) | عدل | تاريخ | راقب | تصفح |

| 12 يناير 2007 (الجمعة) | عدل | تاريخ | راقب | تصفح |

| 14 يناير 2007 (الأحد) | عدل | تاريخ | راقب | تصفح |

| \| 15 يناير 2007 (الإثنين) \| عدل \| تاريخ \| راقب \| تصفح \| |     |       |      |      |
| - أكدت الحكومة العراقية تنفيذ حكم الإعدام في حق برزان التكريتي، الأخ غير الشقيق للرئيس العراقي الراحل صدام حسين، ورئيس محكمة الثورة العراقية السابق عواد البندر بعد إدانتهما بقضية إعدام 148 شخصا في الدجيل مطلع الثمانينيات، رأس برزان التكريتي انفصل عن جسده أثناء إعدامه. (الجزيرة) تنفيذ حكم الاعدام ببرزان والبندر [_http://news.bbc.co.uk/hi/arabic/news/newsid_6261000/6261989.stm (بي بي سي)] - بوش وتشيني يحذران إيران من زعزعة الأمن بالعراق (الجزيرة) لاريجاني يلتقي العاهل السعودي عشية زيارة رايس للرياض (الجزيرة) |     |       |      |      |
| 15 يناير 2007 (الإثنين) | عدل | تاريخ | راقب | تصفح |

| 15 يناير 2007 (الإثنين) | عدل | تاريخ | راقب | تصفح |

| \| 16 يناير 2007 (الثلاثاء) \| عدل \| تاريخ \| راقب \| تصفح \| |     |       |      |      |
| - الصين تحقق في فساد بالجيش (رويترز) - الأمم المتحدة تقدم مساعدة للمشردين في أفريقيا الوسطى (رويترز) - علماء يحاولون انقاذ أكثر الكائنات ندرة في العالم (رويترز) - القوات الباكستانية تقصف معسكرا للمتشددين في جنوب وزيرستان (رويترز) - مقتل خمسة على الاقل في خروج قطار عن القضبان في اندونيسيا (رويترز) - صحيفة أسبانية: فيدل كاسترو في حالة خطيرة (رويترز) - الشرطة: مقتل أربعة زعماء لقبائل محلية في دلتا النيجر في نيجيريا (رويترز) - مقتل أربعة اشخاص في تصادم بين عبارة وسفينة قبالة صقلية (رويترز) - مبيكي: جنوب أفريقيا تدرس إرسال جنود لحفظ السلام الي الصومال (رويترز) - طفلان في أذربيجان يشنقان نفسيهما متأثرين باعدام صدام (رويترز) - مفوضة الأمم المتحدة لحقوق الإنسان تهاجم اعدامات العراق (رويترز) - الحكومة الصومالية تتخذ اجراءات صارمة ضد وسائل الاعلام (رويترز) - وزير الدفاع الأمريكي يصل إلى أفغانستان (رويترز) |     |       |      |      |
| 16 يناير 2007 (الثلاثاء) | عدل | تاريخ | راقب | تصفح |

| 16 يناير 2007 (الثلاثاء) | عدل | تاريخ | راقب | تصفح |

| \| 23 يناير 2007 (الثلاثاء) \| عدل \| تاريخ \| راقب \| تصفح \| |     |       |      |      |
| - مقتل مؤيد للحكومة اللبنانية في اشتباك مع محتجين (رويترز) - حواجز الإطارات المحترقة تشل الحركة في لبنان (رويترز) - شركات طيران عربية وعالمية تعلق رحلاتها لبيروت (رويترز) - الجيش العراقي يتسلم جزءا من المسؤولية من الجيش الأمريكي (رويترز) - طفل أردني ينجو من الموت بعد محاولة تقليد إعدام صدام (رويترز) - قائد اثيوبي: القوات الاثيوبية ستبدأ في الانسحاب من مقديشو (رويترز) - الظواهري يسخر من خطة بوش الجديدة تجاه العراق (الجزيرة) - استئناف الحوار الفلسطيني والصحفيون يطالبون بضمانات (الجزيرة) - تعيين الجنرال أشكنازي رئيسا لهيئة أركان الجيش الإسرائيلي (الجزيرة) - تعديل وزاري محدود في ليبيا (الجزيرة) - قمة عربية سداسية في ليبيا اليوم (الجزيرة) - المعارضة اللبنانية بدأت إضرابها والحكومة تعتبره عدوانا (الجزيرة) - أنباء عن تسليم رئيس المحاكم الصومالية نفسه للسلطات الكينية (الجزيرة) - مفتي مصر يدعو لاعتذار سنيشيعي لتجاوز محن التاريخ (الجزيرة) - اختبار لقاح جديد لمكافحة الملاريا في أفريقيا (الجزيرة) - مادة مستخرجة من الطحالب لمكافحة الإيدز (الجزيرة) - المشروبات الغازية تزيد فرط النشاط والتوتر والاكتئاب (الجزيرة) - اختبار يحدد احتمالات التعرض لأزمة قلبية أو جلطات (الجزيرة) - اللبن يقضي على مزايا الشاي للوقاية من أمراض القلب (الجزيرة) - نيويورك قد تفقد شهرتها كأكبر مركز مالي بالعالم (الجزيرة) - بوش "يجب أن يحارب التغير المناخي" (بي بي سي) - كبسولة فضائية هندية تعود إلى الأرض (بي بي سي) - إنتاج بيض دجاج مضاد للسرطان (بي بي سي) - المزاعم العنصرية تشعل المنافسة في "بيج براذر" البريطاني (بي بي سي) - ارتفاع سعر النفط الخام مع انخفاض درجات الحرارة في أمريكا (رويترز) |     |       |      |      |
| 23 يناير 2007 (الثلاثاء) | عدل | تاريخ | راقب | تصفح |

| 23 يناير 2007 (الثلاثاء) | عدل | تاريخ | راقب | تصفح |

| 14 يناير 2007 (الأحد) | عدل | تاريخ | راقب | تصفح |

| \| 15 يناير 2007 (الإثنين) \| عدل \| تاريخ \| راقب \| تصفح \| |     |       |      |      |
| - أكدت الحكومة العراقية تنفيذ حكم الإعدام في حق برزان التكريتي، الأخ غير الشقيق للرئيس العراقي الراحل صدام حسين، ورئيس محكمة الثورة العراقية السابق عواد البندر بعد إدانتهما بقضية إعدام 148 شخصا في الدجيل مطلع الثمانينيات، رأس برزان التكريتي انفصل عن جسده أثناء إعدامه. (الجزيرة) تنفيذ حكم الاعدام ببرزان والبندر [_http://news.bbc.co.uk/hi/arabic/news/newsid_6261000/6261989.stm (بي بي سي)] - بوش وتشيني يحذران إيران من زعزعة الأمن بالعراق (الجزيرة) لاريجاني يلتقي العاهل السعودي عشية زيارة رايس للرياض (الجزيرة) |     |       |      |      |
| 15 يناير 2007 (الإثنين) | عدل | تاريخ | راقب | تصفح |

| 15 يناير 2007 (الإثنين) | عدل | تاريخ | راقب | تصفح |

| \| 16 يناير 2007 (الثلاثاء) \| عدل \| تاريخ \| راقب \| تصفح \| |     |       |      |      |
| - الصين تحقق في فساد بالجيش (رويترز) - الأمم المتحدة تقدم مساعدة للمشردين في أفريقيا الوسطى (رويترز) - علماء يحاولون انقاذ أكثر الكائنات ندرة في العالم (رويترز) - القوات الباكستانية تقصف معسكرا للمتشددين في جنوب وزيرستان (رويترز) - مقتل خمسة على الاقل في خروج قطار عن القضبان في اندونيسيا (رويترز) - صحيفة أسبانية: فيدل كاسترو في حالة خطيرة (رويترز) - الشرطة: مقتل أربعة زعماء لقبائل محلية في دلتا النيجر في نيجيريا (رويترز) - مقتل أربعة اشخاص في تصادم بين عبارة وسفينة قبالة صقلية (رويترز) - مبيكي: جنوب أفريقيا تدرس إرسال جنود لحفظ السلام الي الصومال (رويترز) - طفلان في أذربيجان يشنقان نفسيهما متأثرين باعدام صدام (رويترز) - مفوضة الأمم المتحدة لحقوق الإنسان تهاجم اعدامات العراق (رويترز) - الحكومة الصومالية تتخذ اجراءات صارمة ضد وسائل الاعلام (رويترز) - وزير الدفاع الأمريكي يصل إلى أفغانستان (رويترز) |     |       |      |      |
| 16 يناير 2007 (الثلاثاء) | عدل | تاريخ | راقب | تصفح |

| 16 يناير 2007 (الثلاثاء) | عدل | تاريخ | راقب | تصفح |

| \| 23 يناير 2007 (الثلاثاء) \| عدل \| تاريخ \| راقب \| تصفح \| |     |       |      |      |
| - مقتل مؤيد للحكومة اللبنانية في اشتباك مع محتجين (رويترز) - حواجز الإطارات المحترقة تشل الحركة في لبنان (رويترز) - شركات طيران عربية وعالمية تعلق رحلاتها لبيروت (رويترز) - الجيش العراقي يتسلم جزءا من المسؤولية من الجيش الأمريكي (رويترز) - طفل أردني ينجو من الموت بعد محاولة تقليد إعدام صدام (رويترز) - قائد اثيوبي: القوات الاثيوبية ستبدأ في الانسحاب من مقديشو (رويترز) - الظواهري يسخر من خطة بوش الجديدة تجاه العراق (الجزيرة) - استئناف الحوار الفلسطيني والصحفيون يطالبون بضمانات (الجزيرة) - تعيين الجنرال أشكنازي رئيسا لهيئة أركان الجيش الإسرائيلي (الجزيرة) - تعديل وزاري محدود في ليبيا (الجزيرة) - قمة عربية سداسية في ليبيا اليوم (الجزيرة) - المعارضة اللبنانية بدأت إضرابها والحكومة تعتبره عدوانا (الجزيرة) - أنباء عن تسليم رئيس المحاكم الصومالية نفسه للسلطات الكينية (الجزيرة) - مفتي مصر يدعو لاعتذار سنيشيعي لتجاوز محن التاريخ (الجزيرة) - اختبار لقاح جديد لمكافحة الملاريا في أفريقيا (الجزيرة) - مادة مستخرجة من الطحالب لمكافحة الإيدز (الجزيرة) - المشروبات الغازية تزيد فرط النشاط والتوتر والاكتئاب (الجزيرة) - اختبار يحدد احتمالات التعرض لأزمة قلبية أو جلطات (الجزيرة) - اللبن يقضي على مزايا الشاي للوقاية من أمراض القلب (الجزيرة) - نيويورك قد تفقد شهرتها كأكبر مركز مالي بالعالم (الجزيرة) - بوش "يجب أن يحارب التغير المناخي" (بي بي سي) - كبسولة فضائية هندية تعود إلى الأرض (بي بي سي) - إنتاج بيض دجاج مضاد للسرطان (بي بي سي) - المزاعم العنصرية تشعل المنافسة في "بيج براذر" البريطاني (بي بي سي) - ارتفاع سعر النفط الخام مع انخفاض درجات الحرارة في أمريكا (رويترز) |     |       |      |      |
| 23 يناير 2007 (الثلاثاء) | عدل | تاريخ | راقب | تصفح |

| 23 يناير 2007 (الثلاثاء) | عدل | تاريخ | راقب | تصفح |

| أيقونة بذرة | هذه بذرة مقالة عن تقويم بحاجة للتوسيع. فضلًا شارك في تحريرها. |

| 12 يناير 2007 (الجمعة) | عدل | تاريخ | راقب | تصفح |

| 14 يناير 2007 (الأحد) | عدل | تاريخ | راقب | تصفح |

| \| 15 يناير 2007 (الإثنين) \| عدل \| تاريخ \| راقب \| تصفح \| |     |       |      |      |
| - أكدت الحكومة العراقية تنفيذ حكم الإعدام في حق برزان التكريتي، الأخ غير الشقيق للرئيس العراقي الراحل صدام حسين، ورئيس محكمة الثورة العراقية السابق عواد البندر بعد إدانتهما بقضية إعدام 148 شخصا في الدجيل مطلع الثمانينيات، رأس برزان التكريتي انفصل عن جسده أثناء إعدامه. (الجزيرة) تنفيذ حكم الاعدام ببرزان والبندر [_http://news.bbc.co.uk/hi/arabic/news/newsid_6261000/6261989.stm (بي بي سي)] - بوش وتشيني يحذران إيران من زعزعة الأمن بالعراق (الجزيرة) لاريجاني يلتقي العاهل السعودي عشية زيارة رايس للرياض (الجزيرة) |     |       |      |      |
| 15 يناير 2007 (الإثنين) | عدل | تاريخ | راقب | تصفح |

| 15 يناير 2007 (الإثنين) | عدل | تاريخ | راقب | تصفح |

| \| 16 يناير 2007 (الثلاثاء) \| عدل \| تاريخ \| راقب \| تصفح \| |     |       |      |      |
| - الصين تحقق في فساد بالجيش (رويترز) - الأمم المتحدة تقدم مساعدة للمشردين في أفريقيا الوسطى (رويترز) - علماء يحاولون انقاذ أكثر الكائنات ندرة في العالم (رويترز) - القوات الباكستانية تقصف معسكرا للمتشددين في جنوب وزيرستان (رويترز) - مقتل خمسة على الاقل في خروج قطار عن القضبان في اندونيسيا (رويترز) - صحيفة أسبانية: فيدل كاسترو في حالة خطيرة (رويترز) - الشرطة: مقتل أربعة زعماء لقبائل محلية في دلتا النيجر في نيجيريا (رويترز) - مقتل أربعة اشخاص في تصادم بين عبارة وسفينة قبالة صقلية (رويترز) - مبيكي: جنوب أفريقيا تدرس إرسال جنود لحفظ السلام الي الصومال (رويترز) - طفلان في أذربيجان يشنقان نفسيهما متأثرين باعدام صدام (رويترز) - مفوضة الأمم المتحدة لحقوق الإنسان تهاجم اعدامات العراق (رويترز) - الحكومة الصومالية تتخذ اجراءات صارمة ضد وسائل الاعلام (رويترز) - وزير الدفاع الأمريكي يصل إلى أفغانستان (رويترز) |     |       |      |      |
| 16 يناير 2007 (الثلاثاء) | عدل | تاريخ | راقب | تصفح |

| 16 يناير 2007 (الثلاثاء) | عدل | تاريخ | راقب | تصفح |

| \| 23 يناير 2007 (الثلاثاء) \| عدل \| تاريخ \| راقب \| تصفح \| |     |       |      |      |
| - مقتل مؤيد للحكومة اللبنانية في اشتباك مع محتجين (رويترز) - حواجز الإطارات المحترقة تشل الحركة في لبنان (رويترز) - شركات طيران عربية وعالمية تعلق رحلاتها لبيروت (رويترز) - الجيش العراقي يتسلم جزءا من المسؤولية من الجيش الأمريكي (رويترز) - طفل أردني ينجو من الموت بعد محاولة تقليد إعدام صدام (رويترز) - قائد اثيوبي: القوات الاثيوبية ستبدأ في الانسحاب من مقديشو (رويترز) - الظواهري يسخر من خطة بوش الجديدة تجاه العراق (الجزيرة) - استئناف الحوار الفلسطيني والصحفيون يطالبون بضمانات (الجزيرة) - تعيين الجنرال أشكنازي رئيسا لهيئة أركان الجيش الإسرائيلي (الجزيرة) - تعديل وزاري محدود في ليبيا (الجزيرة) - قمة عربية سداسية في ليبيا اليوم (الجزيرة) - المعارضة اللبنانية بدأت إضرابها والحكومة تعتبره عدوانا (الجزيرة) - أنباء عن تسليم رئيس المحاكم الصومالية نفسه للسلطات الكينية (الجزيرة) - مفتي مصر يدعو لاعتذار سنيشيعي لتجاوز محن التاريخ (الجزيرة) - اختبار لقاح جديد لمكافحة الملاريا في أفريقيا (الجزيرة) - مادة مستخرجة من الطحالب لمكافحة الإيدز (الجزيرة) - المشروبات الغازية تزيد فرط النشاط والتوتر والاكتئاب (الجزيرة) - اختبار يحدد احتمالات التعرض لأزمة قلبية أو جلطات (الجزيرة) - اللبن يقضي على مزايا الشاي للوقاية من أمراض القلب (الجزيرة) - نيويورك قد تفقد شهرتها كأكبر مركز مالي بالعالم (الجزيرة) - بوش "يجب أن يحارب التغير المناخي" (بي بي سي) - كبسولة فضائية هندية تعود إلى الأرض (بي بي سي) - إنتاج بيض دجاج مضاد للسرطان (بي بي سي) - المزاعم العنصرية تشعل المنافسة في "بيج براذر" البريطاني (بي بي سي) - ارتفاع سعر النفط الخام مع انخفاض درجات الحرارة في أمريكا (رويترز) |     |       |      |      |
| 23 يناير 2007 (الثلاثاء) | عدل | تاريخ | راقب | تصفح |

| 23 يناير 2007 (الثلاثاء) | عدل | تاريخ | راقب | تصفح |

| 14 يناير 2007 (الأحد) | عدل | تاريخ | راقب | تصفح |

| \| 15 يناير 2007 (الإثنين) \| عدل \| تاريخ \| راقب \| تصفح \| |     |       |      |      |
| - أكدت الحكومة العراقية تنفيذ حكم الإعدام في حق برزان التكريتي، الأخ غير الشقيق للرئيس العراقي الراحل صدام حسين، ورئيس محكمة الثورة العراقية السابق عواد البندر بعد إدانتهما بقضية إعدام 148 شخصا في الدجيل مطلع الثمانينيات، رأس برزان التكريتي انفصل عن جسده أثناء إعدامه. (الجزيرة) تنفيذ حكم الاعدام ببرزان والبندر [_http://news.bbc.co.uk/hi/arabic/news/newsid_6261000/6261989.stm (بي بي سي)] - بوش وتشيني يحذران إيران من زعزعة الأمن بالعراق (الجزيرة) لاريجاني يلتقي العاهل السعودي عشية زيارة رايس للرياض (الجزيرة) |     |       |      |      |
| 15 يناير 2007 (الإثنين) | عدل | تاريخ | راقب | تصفح |

| 15 يناير 2007 (الإثنين) | عدل | تاريخ | راقب | تصفح |

| \| 16 يناير 2007 (الثلاثاء) \| عدل \| تاريخ \| راقب \| تصفح \| |     |       |      |      |
| - الصين تحقق في فساد بالجيش (رويترز) - الأمم المتحدة تقدم مساعدة للمشردين في أفريقيا الوسطى (رويترز) - علماء يحاولون انقاذ أكثر الكائنات ندرة في العالم (رويترز) - القوات الباكستانية تقصف معسكرا للمتشددين في جنوب وزيرستان (رويترز) - مقتل خمسة على الاقل في خروج قطار عن القضبان في اندونيسيا (رويترز) - صحيفة أسبانية: فيدل كاسترو في حالة خطيرة (رويترز) - الشرطة: مقتل أربعة زعماء لقبائل محلية في دلتا النيجر في نيجيريا (رويترز) - مقتل أربعة اشخاص في تصادم بين عبارة وسفينة قبالة صقلية (رويترز) - مبيكي: جنوب أفريقيا تدرس إرسال جنود لحفظ السلام الي الصومال (رويترز) - طفلان في أذربيجان يشنقان نفسيهما متأثرين باعدام صدام (رويترز) - مفوضة الأمم المتحدة لحقوق الإنسان تهاجم اعدامات العراق (رويترز) - الحكومة الصومالية تتخذ اجراءات صارمة ضد وسائل الاعلام (رويترز) - وزير الدفاع الأمريكي يصل إلى أفغانستان (رويترز) |     |       |      |      |
| 16 يناير 2007 (الثلاثاء) | عدل | تاريخ | راقب | تصفح |

| 16 يناير 2007 (الثلاثاء) | عدل | تاريخ | راقب | تصفح |

| \| 23 يناير 2007 (الثلاثاء) \| عدل \| تاريخ \| راقب \| تصفح \| |     |       |      |      |
| - مقتل مؤيد للحكومة اللبنانية في اشتباك مع محتجين (رويترز) - حواجز الإطارات المحترقة تشل الحركة في لبنان (رويترز) - شركات طيران عربية وعالمية تعلق رحلاتها لبيروت (رويترز) - الجيش العراقي يتسلم جزءا من المسؤولية من الجيش الأمريكي (رويترز) - طفل أردني ينجو من الموت بعد محاولة تقليد إعدام صدام (رويترز) - قائد اثيوبي: القوات الاثيوبية ستبدأ في الانسحاب من مقديشو (رويترز) - الظواهري يسخر من خطة بوش الجديدة تجاه العراق (الجزيرة) - استئناف الحوار الفلسطيني والصحفيون يطالبون بضمانات (الجزيرة) - تعيين الجنرال أشكنازي رئيسا لهيئة أركان الجيش الإسرائيلي (الجزيرة) - تعديل وزاري محدود في ليبيا (الجزيرة) - قمة عربية سداسية في ليبيا اليوم (الجزيرة) - المعارضة اللبنانية بدأت إضرابها والحكومة تعتبره عدوانا (الجزيرة) - أنباء عن تسليم رئيس المحاكم الصومالية نفسه للسلطات الكينية (الجزيرة) - مفتي مصر يدعو لاعتذار سنيشيعي لتجاوز محن التاريخ (الجزيرة) - اختبار لقاح جديد لمكافحة الملاريا في أفريقيا (الجزيرة) - مادة مستخرجة من الطحالب لمكافحة الإيدز (الجزيرة) - المشروبات الغازية تزيد فرط النشاط والتوتر والاكتئاب (الجزيرة) - اختبار يحدد احتمالات التعرض لأزمة قلبية أو جلطات (الجزيرة) - اللبن يقضي على مزايا الشاي للوقاية من أمراض القلب (الجزيرة) - نيويورك قد تفقد شهرتها كأكبر مركز مالي بالعالم (الجزيرة) - بوش "يجب أن يحارب التغير المناخي" (بي بي سي) - كبسولة فضائية هندية تعود إلى الأرض (بي بي سي) - إنتاج بيض دجاج مضاد للسرطان (بي بي سي) - المزاعم العنصرية تشعل المنافسة في "بيج براذر" البريطاني (بي بي سي) - ارتفاع سعر النفط الخام مع انخفاض درجات الحرارة في أمريكا (رويترز) |     |       |      |      |
| 23 يناير 2007 (الثلاثاء) | عدل | تاريخ | راقب | تصفح |

| 23 يناير 2007 (الثلاثاء) | عدل | تاريخ | راقب | تصفح |

| أيقونة بذرة | هذه بذرة مقالة عن تقويم بحاجة للتوسيع. فضلًا شارك في تحريرها. |

| 11 يناير 2007 (الخميس) | عدل | تاريخ | راقب | تصفح |

| 12 يناير 2007 (الجمعة) | عدل | تاريخ | راقب | تصفح |

| 14 يناير 2007 (الأحد) | عدل | تاريخ | راقب | تصفح |

| \| 15 يناير 2007 (الإثنين) \| عدل \| تاريخ \| راقب \| تصفح \| |     |       |      |      |
| - أكدت الحكومة العراقية تنفيذ حكم الإعدام في حق برزان التكريتي، الأخ غير الشقيق للرئيس العراقي الراحل صدام حسين، ورئيس محكمة الثورة العراقية السابق عواد البندر بعد إدانتهما بقضية إعدام 148 شخصا في الدجيل مطلع الثمانينيات، رأس برزان التكريتي انفصل عن جسده أثناء إعدامه. (الجزيرة) تنفيذ حكم الاعدام ببرزان والبندر [_http://news.bbc.co.uk/hi/arabic/news/newsid_6261000/6261989.stm (بي بي سي)] - بوش وتشيني يحذران إيران من زعزعة الأمن بالعراق (الجزيرة) لاريجاني يلتقي العاهل السعودي عشية زيارة رايس للرياض (الجزيرة) |     |       |      |      |
| 15 يناير 2007 (الإثنين) | عدل | تاريخ | راقب | تصفح |

| 15 يناير 2007 (الإثنين) | عدل | تاريخ | راقب | تصفح |

| \| 16 يناير 2007 (الثلاثاء) \| عدل \| تاريخ \| راقب \| تصفح \| |     |       |      |      |
| - الصين تحقق في فساد بالجيش (رويترز) - الأمم المتحدة تقدم مساعدة للمشردين في أفريقيا الوسطى (رويترز) - علماء يحاولون انقاذ أكثر الكائنات ندرة في العالم (رويترز) - القوات الباكستانية تقصف معسكرا للمتشددين في جنوب وزيرستان (رويترز) - مقتل خمسة على الاقل في خروج قطار عن القضبان في اندونيسيا (رويترز) - صحيفة أسبانية: فيدل كاسترو في حالة خطيرة (رويترز) - الشرطة: مقتل أربعة زعماء لقبائل محلية في دلتا النيجر في نيجيريا (رويترز) - مقتل أربعة اشخاص في تصادم بين عبارة وسفينة قبالة صقلية (رويترز) - مبيكي: جنوب أفريقيا تدرس إرسال جنود لحفظ السلام الي الصومال (رويترز) - طفلان في أذربيجان يشنقان نفسيهما متأثرين باعدام صدام (رويترز) - مفوضة الأمم المتحدة لحقوق الإنسان تهاجم اعدامات العراق (رويترز) - الحكومة الصومالية تتخذ اجراءات صارمة ضد وسائل الاعلام (رويترز) - وزير الدفاع الأمريكي يصل إلى أفغانستان (رويترز) |     |       |      |      |
| 16 يناير 2007 (الثلاثاء) | عدل | تاريخ | راقب | تصفح |

| 16 يناير 2007 (الثلاثاء) | عدل | تاريخ | راقب | تصفح |

| \| 23 يناير 2007 (الثلاثاء) \| عدل \| تاريخ \| راقب \| تصفح \| |     |       |      |      |
| - مقتل مؤيد للحكومة اللبنانية في اشتباك مع محتجين (رويترز) - حواجز الإطارات المحترقة تشل الحركة في لبنان (رويترز) - شركات طيران عربية وعالمية تعلق رحلاتها لبيروت (رويترز) - الجيش العراقي يتسلم جزءا من المسؤولية من الجيش الأمريكي (رويترز) - طفل أردني ينجو من الموت بعد محاولة تقليد إعدام صدام (رويترز) - قائد اثيوبي: القوات الاثيوبية ستبدأ في الانسحاب من مقديشو (رويترز) - الظواهري يسخر من خطة بوش الجديدة تجاه العراق (الجزيرة) - استئناف الحوار الفلسطيني والصحفيون يطالبون بضمانات (الجزيرة) - تعيين الجنرال أشكنازي رئيسا لهيئة أركان الجيش الإسرائيلي (الجزيرة) - تعديل وزاري محدود في ليبيا (الجزيرة) - قمة عربية سداسية في ليبيا اليوم (الجزيرة) - المعارضة اللبنانية بدأت إضرابها والحكومة تعتبره عدوانا (الجزيرة) - أنباء عن تسليم رئيس المحاكم الصومالية نفسه للسلطات الكينية (الجزيرة) - مفتي مصر يدعو لاعتذار سنيشيعي لتجاوز محن التاريخ (الجزيرة) - اختبار لقاح جديد لمكافحة الملاريا في أفريقيا (الجزيرة) - مادة مستخرجة من الطحالب لمكافحة الإيدز (الجزيرة) - المشروبات الغازية تزيد فرط النشاط والتوتر والاكتئاب (الجزيرة) - اختبار يحدد احتمالات التعرض لأزمة قلبية أو جلطات (الجزيرة) - اللبن يقضي على مزايا الشاي للوقاية من أمراض القلب (الجزيرة) - نيويورك قد تفقد شهرتها كأكبر مركز مالي بالعالم (الجزيرة) - بوش "يجب أن يحارب التغير المناخي" (بي بي سي) - كبسولة فضائية هندية تعود إلى الأرض (بي بي سي) - إنتاج بيض دجاج مضاد للسرطان (بي بي سي) - المزاعم العنصرية تشعل المنافسة في "بيج براذر" البريطاني (بي بي سي) - ارتفاع سعر النفط الخام مع انخفاض درجات الحرارة في أمريكا (رويترز) |     |       |      |      |
| 23 يناير 2007 (الثلاثاء) | عدل | تاريخ | راقب | تصفح |

| 23 يناير 2007 (الثلاثاء) | عدل | تاريخ | راقب | تصفح |

| 14 يناير 2007 (الأحد) | عدل | تاريخ | راقب | تصفح |

| \| 15 يناير 2007 (الإثنين) \| عدل \| تاريخ \| راقب \| تصفح \| |     |       |      |      |
| - أكدت الحكومة العراقية تنفيذ حكم الإعدام في حق برزان التكريتي، الأخ غير الشقيق للرئيس العراقي الراحل صدام حسين، ورئيس محكمة الثورة العراقية السابق عواد البندر بعد إدانتهما بقضية إعدام 148 شخصا في الدجيل مطلع الثمانينيات، رأس برزان التكريتي انفصل عن جسده أثناء إعدامه. (الجزيرة) تنفيذ حكم الاعدام ببرزان والبندر [_http://news.bbc.co.uk/hi/arabic/news/newsid_6261000/6261989.stm (بي بي سي)] - بوش وتشيني يحذران إيران من زعزعة الأمن بالعراق (الجزيرة) لاريجاني يلتقي العاهل السعودي عشية زيارة رايس للرياض (الجزيرة) |     |       |      |      |
| 15 يناير 2007 (الإثنين) | عدل | تاريخ | راقب | تصفح |

| 15 يناير 2007 (الإثنين) | عدل | تاريخ | راقب | تصفح |

| \| 16 يناير 2007 (الثلاثاء) \| عدل \| تاريخ \| راقب \| تصفح \| |     |       |      |      |
| - الصين تحقق في فساد بالجيش (رويترز) - الأمم المتحدة تقدم مساعدة للمشردين في أفريقيا الوسطى (رويترز) - علماء يحاولون انقاذ أكثر الكائنات ندرة في العالم (رويترز) - القوات الباكستانية تقصف معسكرا للمتشددين في جنوب وزيرستان (رويترز) - مقتل خمسة على الاقل في خروج قطار عن القضبان في اندونيسيا (رويترز) - صحيفة أسبانية: فيدل كاسترو في حالة خطيرة (رويترز) - الشرطة: مقتل أربعة زعماء لقبائل محلية في دلتا النيجر في نيجيريا (رويترز) - مقتل أربعة اشخاص في تصادم بين عبارة وسفينة قبالة صقلية (رويترز) - مبيكي: جنوب أفريقيا تدرس إرسال جنود لحفظ السلام الي الصومال (رويترز) - طفلان في أذربيجان يشنقان نفسيهما متأثرين باعدام صدام (رويترز) - مفوضة الأمم المتحدة لحقوق الإنسان تهاجم اعدامات العراق (رويترز) - الحكومة الصومالية تتخذ اجراءات صارمة ضد وسائل الاعلام (رويترز) - وزير الدفاع الأمريكي يصل إلى أفغانستان (رويترز) |     |       |      |      |
| 16 يناير 2007 (الثلاثاء) | عدل | تاريخ | راقب | تصفح |

| 16 يناير 2007 (الثلاثاء) | عدل | تاريخ | راقب | تصفح |

| \| 23 يناير 2007 (الثلاثاء) \| عدل \| تاريخ \| راقب \| تصفح \| |     |       |      |      |
| - مقتل مؤيد للحكومة اللبنانية في اشتباك مع محتجين (رويترز) - حواجز الإطارات المحترقة تشل الحركة في لبنان (رويترز) - شركات طيران عربية وعالمية تعلق رحلاتها لبيروت (رويترز) - الجيش العراقي يتسلم جزءا من المسؤولية من الجيش الأمريكي (رويترز) - طفل أردني ينجو من الموت بعد محاولة تقليد إعدام صدام (رويترز) - قائد اثيوبي: القوات الاثيوبية ستبدأ في الانسحاب من مقديشو (رويترز) - الظواهري يسخر من خطة بوش الجديدة تجاه العراق (الجزيرة) - استئناف الحوار الفلسطيني والصحفيون يطالبون بضمانات (الجزيرة) - تعيين الجنرال أشكنازي رئيسا لهيئة أركان الجيش الإسرائيلي (الجزيرة) - تعديل وزاري محدود في ليبيا (الجزيرة) - قمة عربية سداسية في ليبيا اليوم (الجزيرة) - المعارضة اللبنانية بدأت إضرابها والحكومة تعتبره عدوانا (الجزيرة) - أنباء عن تسليم رئيس المحاكم الصومالية نفسه للسلطات الكينية (الجزيرة) - مفتي مصر يدعو لاعتذار سنيشيعي لتجاوز محن التاريخ (الجزيرة) - اختبار لقاح جديد لمكافحة الملاريا في أفريقيا (الجزيرة) - مادة مستخرجة من الطحالب لمكافحة الإيدز (الجزيرة) - المشروبات الغازية تزيد فرط النشاط والتوتر والاكتئاب (الجزيرة) - اختبار يحدد احتمالات التعرض لأزمة قلبية أو جلطات (الجزيرة) - اللبن يقضي على مزايا الشاي للوقاية من أمراض القلب (الجزيرة) - نيويورك قد تفقد شهرتها كأكبر مركز مالي بالعالم (الجزيرة) - بوش "يجب أن يحارب التغير المناخي" (بي بي سي) - كبسولة فضائية هندية تعود إلى الأرض (بي بي سي) - إنتاج بيض دجاج مضاد للسرطان (بي بي سي) - المزاعم العنصرية تشعل المنافسة في "بيج براذر" البريطاني (بي بي سي) - ارتفاع سعر النفط الخام مع انخفاض درجات الحرارة في أمريكا (رويترز) |     |       |      |      |
| 23 يناير 2007 (الثلاثاء) | عدل | تاريخ | راقب | تصفح |

| 23 يناير 2007 (الثلاثاء) | عدل | تاريخ | راقب | تصفح |

| أيقونة بذرة | هذه بذرة مقالة عن تقويم بحاجة للتوسيع. فضلًا شارك في تحريرها. |

| 12 يناير 2007 (الجمعة) | عدل | تاريخ | راقب | تصفح |

| 14 يناير 2007 (الأحد) | عدل | تاريخ | راقب | تصفح |

| \| 15 يناير 2007 (الإثنين) \| عدل \| تاريخ \| راقب \| تصفح \| |     |       |      |      |
| - أكدت الحكومة العراقية تنفيذ حكم الإعدام في حق برزان التكريتي، الأخ غير الشقيق للرئيس العراقي الراحل صدام حسين، ورئيس محكمة الثورة العراقية السابق عواد البندر بعد إدانتهما بقضية إعدام 148 شخصا في الدجيل مطلع الثمانينيات، رأس برزان التكريتي انفصل عن جسده أثناء إعدامه. (الجزيرة) تنفيذ حكم الاعدام ببرزان والبندر [_http://news.bbc.co.uk/hi/arabic/news/newsid_6261000/6261989.stm (بي بي سي)] - بوش وتشيني يحذران إيران من زعزعة الأمن بالعراق (الجزيرة) لاريجاني يلتقي العاهل السعودي عشية زيارة رايس للرياض (الجزيرة) |     |       |      |      |
| 15 يناير 2007 (الإثنين) | عدل | تاريخ | راقب | تصفح |

| 15 يناير 2007 (الإثنين) | عدل | تاريخ | راقب | تصفح |

| \| 16 يناير 2007 (الثلاثاء) \| عدل \| تاريخ \| راقب \| تصفح \| |     |       |      |      |
| - الصين تحقق في فساد بالجيش (رويترز) - الأمم المتحدة تقدم مساعدة للمشردين في أفريقيا الوسطى (رويترز) - علماء يحاولون انقاذ أكثر الكائنات ندرة في العالم (رويترز) - القوات الباكستانية تقصف معسكرا للمتشددين في جنوب وزيرستان (رويترز) - مقتل خمسة على الاقل في خروج قطار عن القضبان في اندونيسيا (رويترز) - صحيفة أسبانية: فيدل كاسترو في حالة خطيرة (رويترز) - الشرطة: مقتل أربعة زعماء لقبائل محلية في دلتا النيجر في نيجيريا (رويترز) - مقتل أربعة اشخاص في تصادم بين عبارة وسفينة قبالة صقلية (رويترز) - مبيكي: جنوب أفريقيا تدرس إرسال جنود لحفظ السلام الي الصومال (رويترز) - طفلان في أذربيجان يشنقان نفسيهما متأثرين باعدام صدام (رويترز) - مفوضة الأمم المتحدة لحقوق الإنسان تهاجم اعدامات العراق (رويترز) - الحكومة الصومالية تتخذ اجراءات صارمة ضد وسائل الاعلام (رويترز) - وزير الدفاع الأمريكي يصل إلى أفغانستان (رويترز) |     |       |      |      |
| 16 يناير 2007 (الثلاثاء) | عدل | تاريخ | راقب | تصفح |

| 16 يناير 2007 (الثلاثاء) | عدل | تاريخ | راقب | تصفح |

| \| 23 يناير 2007 (الثلاثاء) \| عدل \| تاريخ \| راقب \| تصفح \| |     |       |      |      |
| - مقتل مؤيد للحكومة اللبنانية في اشتباك مع محتجين (رويترز) - حواجز الإطارات المحترقة تشل الحركة في لبنان (رويترز) - شركات طيران عربية وعالمية تعلق رحلاتها لبيروت (رويترز) - الجيش العراقي يتسلم جزءا من المسؤولية من الجيش الأمريكي (رويترز) - طفل أردني ينجو من الموت بعد محاولة تقليد إعدام صدام (رويترز) - قائد اثيوبي: القوات الاثيوبية ستبدأ في الانسحاب من مقديشو (رويترز) - الظواهري يسخر من خطة بوش الجديدة تجاه العراق (الجزيرة) - استئناف الحوار الفلسطيني والصحفيون يطالبون بضمانات (الجزيرة) - تعيين الجنرال أشكنازي رئيسا لهيئة أركان الجيش الإسرائيلي (الجزيرة) - تعديل وزاري محدود في ليبيا (الجزيرة) - قمة عربية سداسية في ليبيا اليوم (الجزيرة) - المعارضة اللبنانية بدأت إضرابها والحكومة تعتبره عدوانا (الجزيرة) - أنباء عن تسليم رئيس المحاكم الصومالية نفسه للسلطات الكينية (الجزيرة) - مفتي مصر يدعو لاعتذار سنيشيعي لتجاوز محن التاريخ (الجزيرة) - اختبار لقاح جديد لمكافحة الملاريا في أفريقيا (الجزيرة) - مادة مستخرجة من الطحالب لمكافحة الإيدز (الجزيرة) - المشروبات الغازية تزيد فرط النشاط والتوتر والاكتئاب (الجزيرة) - اختبار يحدد احتمالات التعرض لأزمة قلبية أو جلطات (الجزيرة) - اللبن يقضي على مزايا الشاي للوقاية من أمراض القلب (الجزيرة) - نيويورك قد تفقد شهرتها كأكبر مركز مالي بالعالم (الجزيرة) - بوش "يجب أن يحارب التغير المناخي" (بي بي سي) - كبسولة فضائية هندية تعود إلى الأرض (بي بي سي) - إنتاج بيض دجاج مضاد للسرطان (بي بي سي) - المزاعم العنصرية تشعل المنافسة في "بيج براذر" البريطاني (بي بي سي) - ارتفاع سعر النفط الخام مع انخفاض درجات الحرارة في أمريكا (رويترز) |     |       |      |      |
| 23 يناير 2007 (الثلاثاء) | عدل | تاريخ | راقب | تصفح |

| 23 يناير 2007 (الثلاثاء) | عدل | تاريخ | راقب | تصفح |

| 14 يناير 2007 (الأحد) | عدل | تاريخ | راقب | تصفح |

| \| 15 يناير 2007 (الإثنين) \| عدل \| تاريخ \| راقب \| تصفح \| |     |       |      |      |
| - أكدت الحكومة العراقية تنفيذ حكم الإعدام في حق برزان التكريتي، الأخ غير الشقيق للرئيس العراقي الراحل صدام حسين، ورئيس محكمة الثورة العراقية السابق عواد البندر بعد إدانتهما بقضية إعدام 148 شخصا في الدجيل مطلع الثمانينيات، رأس برزان التكريتي انفصل عن جسده أثناء إعدامه. (الجزيرة) تنفيذ حكم الاعدام ببرزان والبندر [_http://news.bbc.co.uk/hi/arabic/news/newsid_6261000/6261989.stm (بي بي سي)] - بوش وتشيني يحذران إيران من زعزعة الأمن بالعراق (الجزيرة) لاريجاني يلتقي العاهل السعودي عشية زيارة رايس للرياض (الجزيرة) |     |       |      |      |
| 15 يناير 2007 (الإثنين) | عدل | تاريخ | راقب | تصفح |

| 15 يناير 2007 (الإثنين) | عدل | تاريخ | راقب | تصفح |

| \| 16 يناير 2007 (الثلاثاء) \| عدل \| تاريخ \| راقب \| تصفح \| |     |       |      |      |
| - الصين تحقق في فساد بالجيش (رويترز) - الأمم المتحدة تقدم مساعدة للمشردين في أفريقيا الوسطى (رويترز) - علماء يحاولون انقاذ أكثر الكائنات ندرة في العالم (رويترز) - القوات الباكستانية تقصف معسكرا للمتشددين في جنوب وزيرستان (رويترز) - مقتل خمسة على الاقل في خروج قطار عن القضبان في اندونيسيا (رويترز) - صحيفة أسبانية: فيدل كاسترو في حالة خطيرة (رويترز) - الشرطة: مقتل أربعة زعماء لقبائل محلية في دلتا النيجر في نيجيريا (رويترز) - مقتل أربعة اشخاص في تصادم بين عبارة وسفينة قبالة صقلية (رويترز) - مبيكي: جنوب أفريقيا تدرس إرسال جنود لحفظ السلام الي الصومال (رويترز) - طفلان في أذربيجان يشنقان نفسيهما متأثرين باعدام صدام (رويترز) - مفوضة الأمم المتحدة لحقوق الإنسان تهاجم اعدامات العراق (رويترز) - الحكومة الصومالية تتخذ اجراءات صارمة ضد وسائل الاعلام (رويترز) - وزير الدفاع الأمريكي يصل إلى أفغانستان (رويترز) |     |       |      |      |
| 16 يناير 2007 (الثلاثاء) | عدل | تاريخ | راقب | تصفح |

| 16 يناير 2007 (الثلاثاء) | عدل | تاريخ | راقب | تصفح |

| \| 23 يناير 2007 (الثلاثاء) \| عدل \| تاريخ \| راقب \| تصفح \| |     |       |      |      |
| - مقتل مؤيد للحكومة اللبنانية في اشتباك مع محتجين (رويترز) - حواجز الإطارات المحترقة تشل الحركة في لبنان (رويترز) - شركات طيران عربية وعالمية تعلق رحلاتها لبيروت (رويترز) - الجيش العراقي يتسلم جزءا من المسؤولية من الجيش الأمريكي (رويترز) - طفل أردني ينجو من الموت بعد محاولة تقليد إعدام صدام (رويترز) - قائد اثيوبي: القوات الاثيوبية ستبدأ في الانسحاب من مقديشو (رويترز) - الظواهري يسخر من خطة بوش الجديدة تجاه العراق (الجزيرة) - استئناف الحوار الفلسطيني والصحفيون يطالبون بضمانات (الجزيرة) - تعيين الجنرال أشكنازي رئيسا لهيئة أركان الجيش الإسرائيلي (الجزيرة) - تعديل وزاري محدود في ليبيا (الجزيرة) - قمة عربية سداسية في ليبيا اليوم (الجزيرة) - المعارضة اللبنانية بدأت إضرابها والحكومة تعتبره عدوانا (الجزيرة) - أنباء عن تسليم رئيس المحاكم الصومالية نفسه للسلطات الكينية (الجزيرة) - مفتي مصر يدعو لاعتذار سنيشيعي لتجاوز محن التاريخ (الجزيرة) - اختبار لقاح جديد لمكافحة الملاريا في أفريقيا (الجزيرة) - مادة مستخرجة من الطحالب لمكافحة الإيدز (الجزيرة) - المشروبات الغازية تزيد فرط النشاط والتوتر والاكتئاب (الجزيرة) - اختبار يحدد احتمالات التعرض لأزمة قلبية أو جلطات (الجزيرة) - اللبن يقضي على مزايا الشاي للوقاية من أمراض القلب (الجزيرة) - نيويورك قد تفقد شهرتها كأكبر مركز مالي بالعالم (الجزيرة) - بوش "يجب أن يحارب التغير المناخي" (بي بي سي) - كبسولة فضائية هندية تعود إلى الأرض (بي بي سي) - إنتاج بيض دجاج مضاد للسرطان (بي بي سي) - المزاعم العنصرية تشعل المنافسة في "بيج براذر" البريطاني (بي بي سي) - ارتفاع سعر النفط الخام مع انخفاض درجات الحرارة في أمريكا (رويترز) |     |       |      |      |
| 23 يناير 2007 (الثلاثاء) | عدل | تاريخ | راقب | تصفح |

| 23 يناير 2007 (الثلاثاء) | عدل | تاريخ | راقب | تصفح |

| أيقونة بذرة | هذه بذرة مقالة عن تقويم بحاجة للتوسيع. فضلًا شارك في تحريرها. |

| 6 يناير 2007 (السبت) | عدل | تاريخ | راقب | تصفح |

| 11 يناير 2007 (الخميس) | عدل | تاريخ | راقب | تصفح |

| 12 يناير 2007 (الجمعة) | عدل | تاريخ | راقب | تصفح |

| 14 يناير 2007 (الأحد) | عدل | تاريخ | راقب | تصفح |

| \| 15 يناير 2007 (الإثنين) \| عدل \| تاريخ \| راقب \| تصفح \| |     |       |      |      |
| - أكدت الحكومة العراقية تنفيذ حكم الإعدام في حق برزان التكريتي، الأخ غير الشقيق للرئيس العراقي الراحل صدام حسين، ورئيس محكمة الثورة العراقية السابق عواد البندر بعد إدانتهما بقضية إعدام 148 شخصا في الدجيل مطلع الثمانينيات، رأس برزان التكريتي انفصل عن جسده أثناء إعدامه. (الجزيرة) تنفيذ حكم الاعدام ببرزان والبندر [_http://news.bbc.co.uk/hi/arabic/news/newsid_6261000/6261989.stm (بي بي سي)] - بوش وتشيني يحذران إيران من زعزعة الأمن بالعراق (الجزيرة) لاريجاني يلتقي العاهل السعودي عشية زيارة رايس للرياض (الجزيرة) |     |       |      |      |
| 15 يناير 2007 (الإثنين) | عدل | تاريخ | راقب | تصفح |

| 15 يناير 2007 (الإثنين) | عدل | تاريخ | راقب | تصفح |

| \| 16 يناير 2007 (الثلاثاء) \| عدل \| تاريخ \| راقب \| تصفح \| |     |       |      |      |
| - الصين تحقق في فساد بالجيش (رويترز) - الأمم المتحدة تقدم مساعدة للمشردين في أفريقيا الوسطى (رويترز) - علماء يحاولون انقاذ أكثر الكائنات ندرة في العالم (رويترز) - القوات الباكستانية تقصف معسكرا للمتشددين في جنوب وزيرستان (رويترز) - مقتل خمسة على الاقل في خروج قطار عن القضبان في اندونيسيا (رويترز) - صحيفة أسبانية: فيدل كاسترو في حالة خطيرة (رويترز) - الشرطة: مقتل أربعة زعماء لقبائل محلية في دلتا النيجر في نيجيريا (رويترز) - مقتل أربعة اشخاص في تصادم بين عبارة وسفينة قبالة صقلية (رويترز) - مبيكي: جنوب أفريقيا تدرس إرسال جنود لحفظ السلام الي الصومال (رويترز) - طفلان في أذربيجان يشنقان نفسيهما متأثرين باعدام صدام (رويترز) - مفوضة الأمم المتحدة لحقوق الإنسان تهاجم اعدامات العراق (رويترز) - الحكومة الصومالية تتخذ اجراءات صارمة ضد وسائل الاعلام (رويترز) - وزير الدفاع الأمريكي يصل إلى أفغانستان (رويترز) |     |       |      |      |
| 16 يناير 2007 (الثلاثاء) | عدل | تاريخ | راقب | تصفح |

| 16 يناير 2007 (الثلاثاء) | عدل | تاريخ | راقب | تصفح |

| \| 23 يناير 2007 (الثلاثاء) \| عدل \| تاريخ \| راقب \| تصفح \| |     |       |      |      |
| - مقتل مؤيد للحكومة اللبنانية في اشتباك مع محتجين (رويترز) - حواجز الإطارات المحترقة تشل الحركة في لبنان (رويترز) - شركات طيران عربية وعالمية تعلق رحلاتها لبيروت (رويترز) - الجيش العراقي يتسلم جزءا من المسؤولية من الجيش الأمريكي (رويترز) - طفل أردني ينجو من الموت بعد محاولة تقليد إعدام صدام (رويترز) - قائد اثيوبي: القوات الاثيوبية ستبدأ في الانسحاب من مقديشو (رويترز) - الظواهري يسخر من خطة بوش الجديدة تجاه العراق (الجزيرة) - استئناف الحوار الفلسطيني والصحفيون يطالبون بضمانات (الجزيرة) - تعيين الجنرال أشكنازي رئيسا لهيئة أركان الجيش الإسرائيلي (الجزيرة) - تعديل وزاري محدود في ليبيا (الجزيرة) - قمة عربية سداسية في ليبيا اليوم (الجزيرة) - المعارضة اللبنانية بدأت إضرابها والحكومة تعتبره عدوانا (الجزيرة) - أنباء عن تسليم رئيس المحاكم الصومالية نفسه للسلطات الكينية (الجزيرة) - مفتي مصر يدعو لاعتذار سنيشيعي لتجاوز محن التاريخ (الجزيرة) - اختبار لقاح جديد لمكافحة الملاريا في أفريقيا (الجزيرة) - مادة مستخرجة من الطحالب لمكافحة الإيدز (الجزيرة) - المشروبات الغازية تزيد فرط النشاط والتوتر والاكتئاب (الجزيرة) - اختبار يحدد احتمالات التعرض لأزمة قلبية أو جلطات (الجزيرة) - اللبن يقضي على مزايا الشاي للوقاية من أمراض القلب (الجزيرة) - نيويورك قد تفقد شهرتها كأكبر مركز مالي بالعالم (الجزيرة) - بوش "يجب أن يحارب التغير المناخي" (بي بي سي) - كبسولة فضائية هندية تعود إلى الأرض (بي بي سي) - إنتاج بيض دجاج مضاد للسرطان (بي بي سي) - المزاعم العنصرية تشعل المنافسة في "بيج براذر" البريطاني (بي بي سي) - ارتفاع سعر النفط الخام مع انخفاض درجات الحرارة في أمريكا (رويترز) |     |       |      |      |
| 23 يناير 2007 (الثلاثاء) | عدل | تاريخ | راقب | تصفح |

| 23 يناير 2007 (الثلاثاء) | عدل | تاريخ | راقب | تصفح |

| 14 يناير 2007 (الأحد) | عدل | تاريخ | راقب | تصفح |

| \| 15 يناير 2007 (الإثنين) \| عدل \| تاريخ \| راقب \| تصفح \| |     |       |      |      |
| - أكدت الحكومة العراقية تنفيذ حكم الإعدام في حق برزان التكريتي، الأخ غير الشقيق للرئيس العراقي الراحل صدام حسين، ورئيس محكمة الثورة العراقية السابق عواد البندر بعد إدانتهما بقضية إعدام 148 شخصا في الدجيل مطلع الثمانينيات، رأس برزان التكريتي انفصل عن جسده أثناء إعدامه. (الجزيرة) تنفيذ حكم الاعدام ببرزان والبندر [_http://news.bbc.co.uk/hi/arabic/news/newsid_6261000/6261989.stm (بي بي سي)] - بوش وتشيني يحذران إيران من زعزعة الأمن بالعراق (الجزيرة) لاريجاني يلتقي العاهل السعودي عشية زيارة رايس للرياض (الجزيرة) |     |       |      |      |
| 15 يناير 2007 (الإثنين) | عدل | تاريخ | راقب | تصفح |

| 15 يناير 2007 (الإثنين) | عدل | تاريخ | راقب | تصفح |

| \| 16 يناير 2007 (الثلاثاء) \| عدل \| تاريخ \| راقب \| تصفح \| |     |       |      |      |
| - الصين تحقق في فساد بالجيش (رويترز) - الأمم المتحدة تقدم مساعدة للمشردين في أفريقيا الوسطى (رويترز) - علماء يحاولون انقاذ أكثر الكائنات ندرة في العالم (رويترز) - القوات الباكستانية تقصف معسكرا للمتشددين في جنوب وزيرستان (رويترز) - مقتل خمسة على الاقل في خروج قطار عن القضبان في اندونيسيا (رويترز) - صحيفة أسبانية: فيدل كاسترو في حالة خطيرة (رويترز) - الشرطة: مقتل أربعة زعماء لقبائل محلية في دلتا النيجر في نيجيريا (رويترز) - مقتل أربعة اشخاص في تصادم بين عبارة وسفينة قبالة صقلية (رويترز) - مبيكي: جنوب أفريقيا تدرس إرسال جنود لحفظ السلام الي الصومال (رويترز) - طفلان في أذربيجان يشنقان نفسيهما متأثرين باعدام صدام (رويترز) - مفوضة الأمم المتحدة لحقوق الإنسان تهاجم اعدامات العراق (رويترز) - الحكومة الصومالية تتخذ اجراءات صارمة ضد وسائل الاعلام (رويترز) - وزير الدفاع الأمريكي يصل إلى أفغانستان (رويترز) |     |       |      |      |
| 16 يناير 2007 (الثلاثاء) | عدل | تاريخ | راقب | تصفح |

| 16 يناير 2007 (الثلاثاء) | عدل | تاريخ | راقب | تصفح |

| \| 23 يناير 2007 (الثلاثاء) \| عدل \| تاريخ \| راقب \| تصفح \| |     |       |      |      |
| - مقتل مؤيد للحكومة اللبنانية في اشتباك مع محتجين (رويترز) - حواجز الإطارات المحترقة تشل الحركة في لبنان (رويترز) - شركات طيران عربية وعالمية تعلق رحلاتها لبيروت (رويترز) - الجيش العراقي يتسلم جزءا من المسؤولية من الجيش الأمريكي (رويترز) - طفل أردني ينجو من الموت بعد محاولة تقليد إعدام صدام (رويترز) - قائد اثيوبي: القوات الاثيوبية ستبدأ في الانسحاب من مقديشو (رويترز) - الظواهري يسخر من خطة بوش الجديدة تجاه العراق (الجزيرة) - استئناف الحوار الفلسطيني والصحفيون يطالبون بضمانات (الجزيرة) - تعيين الجنرال أشكنازي رئيسا لهيئة أركان الجيش الإسرائيلي (الجزيرة) - تعديل وزاري محدود في ليبيا (الجزيرة) - قمة عربية سداسية في ليبيا اليوم (الجزيرة) - المعارضة اللبنانية بدأت إضرابها والحكومة تعتبره عدوانا (الجزيرة) - أنباء عن تسليم رئيس المحاكم الصومالية نفسه للسلطات الكينية (الجزيرة) - مفتي مصر يدعو لاعتذار سنيشيعي لتجاوز محن التاريخ (الجزيرة) - اختبار لقاح جديد لمكافحة الملاريا في أفريقيا (الجزيرة) - مادة مستخرجة من الطحالب لمكافحة الإيدز (الجزيرة) - المشروبات الغازية تزيد فرط النشاط والتوتر والاكتئاب (الجزيرة) - اختبار يحدد احتمالات التعرض لأزمة قلبية أو جلطات (الجزيرة) - اللبن يقضي على مزايا الشاي للوقاية من أمراض القلب (الجزيرة) - نيويورك قد تفقد شهرتها كأكبر مركز مالي بالعالم (الجزيرة) - بوش "يجب أن يحارب التغير المناخي" (بي بي سي) - كبسولة فضائية هندية تعود إلى الأرض (بي بي سي) - إنتاج بيض دجاج مضاد للسرطان (بي بي سي) - المزاعم العنصرية تشعل المنافسة في "بيج براذر" البريطاني (بي بي سي) - ارتفاع سعر النفط الخام مع انخفاض درجات الحرارة في أمريكا (رويترز) |     |       |      |      |
| 23 يناير 2007 (الثلاثاء) | عدل | تاريخ | راقب | تصفح |

| 23 يناير 2007 (الثلاثاء) | عدل | تاريخ | راقب | تصفح |

| أيقونة بذرة | هذه بذرة مقالة عن تقويم بحاجة للتوسيع. فضلًا شارك في تحريرها. |

| 12 يناير 2007 (الجمعة) | عدل | تاريخ | راقب | تصفح |

| 14 يناير 2007 (الأحد) | عدل | تاريخ | راقب | تصفح |

| \| 15 يناير 2007 (الإثنين) \| عدل \| تاريخ \| راقب \| تصفح \| |     |       |      |      |
| - أكدت الحكومة العراقية تنفيذ حكم الإعدام في حق برزان التكريتي، الأخ غير الشقيق للرئيس العراقي الراحل صدام حسين، ورئيس محكمة الثورة العراقية السابق عواد البندر بعد إدانتهما بقضية إعدام 148 شخصا في الدجيل مطلع الثمانينيات، رأس برزان التكريتي انفصل عن جسده أثناء إعدامه. (الجزيرة) تنفيذ حكم الاعدام ببرزان والبندر [_http://news.bbc.co.uk/hi/arabic/news/newsid_6261000/6261989.stm (بي بي سي)] - بوش وتشيني يحذران إيران من زعزعة الأمن بالعراق (الجزيرة) لاريجاني يلتقي العاهل السعودي عشية زيارة رايس للرياض (الجزيرة) |     |       |      |      |
| 15 يناير 2007 (الإثنين) | عدل | تاريخ | راقب | تصفح |

| 15 يناير 2007 (الإثنين) | عدل | تاريخ | راقب | تصفح |

| \| 16 يناير 2007 (الثلاثاء) \| عدل \| تاريخ \| راقب \| تصفح \| |     |       |      |      |
| - الصين تحقق في فساد بالجيش (رويترز) - الأمم المتحدة تقدم مساعدة للمشردين في أفريقيا الوسطى (رويترز) - علماء يحاولون انقاذ أكثر الكائنات ندرة في العالم (رويترز) - القوات الباكستانية تقصف معسكرا للمتشددين في جنوب وزيرستان (رويترز) - مقتل خمسة على الاقل في خروج قطار عن القضبان في اندونيسيا (رويترز) - صحيفة أسبانية: فيدل كاسترو في حالة خطيرة (رويترز) - الشرطة: مقتل أربعة زعماء لقبائل محلية في دلتا النيجر في نيجيريا (رويترز) - مقتل أربعة اشخاص في تصادم بين عبارة وسفينة قبالة صقلية (رويترز) - مبيكي: جنوب أفريقيا تدرس إرسال جنود لحفظ السلام الي الصومال (رويترز) - طفلان في أذربيجان يشنقان نفسيهما متأثرين باعدام صدام (رويترز) - مفوضة الأمم المتحدة لحقوق الإنسان تهاجم اعدامات العراق (رويترز) - الحكومة الصومالية تتخذ اجراءات صارمة ضد وسائل الاعلام (رويترز) - وزير الدفاع الأمريكي يصل إلى أفغانستان (رويترز) |     |       |      |      |
| 16 يناير 2007 (الثلاثاء) | عدل | تاريخ | راقب | تصفح |

| 16 يناير 2007 (الثلاثاء) | عدل | تاريخ | راقب | تصفح |

| \| 23 يناير 2007 (الثلاثاء) \| عدل \| تاريخ \| راقب \| تصفح \| |     |       |      |      |
| - مقتل مؤيد للحكومة اللبنانية في اشتباك مع محتجين (رويترز) - حواجز الإطارات المحترقة تشل الحركة في لبنان (رويترز) - شركات طيران عربية وعالمية تعلق رحلاتها لبيروت (رويترز) - الجيش العراقي يتسلم جزءا من المسؤولية من الجيش الأمريكي (رويترز) - طفل أردني ينجو من الموت بعد محاولة تقليد إعدام صدام (رويترز) - قائد اثيوبي: القوات الاثيوبية ستبدأ في الانسحاب من مقديشو (رويترز) - الظواهري يسخر من خطة بوش الجديدة تجاه العراق (الجزيرة) - استئناف الحوار الفلسطيني والصحفيون يطالبون بضمانات (الجزيرة) - تعيين الجنرال أشكنازي رئيسا لهيئة أركان الجيش الإسرائيلي (الجزيرة) - تعديل وزاري محدود في ليبيا (الجزيرة) - قمة عربية سداسية في ليبيا اليوم (الجزيرة) - المعارضة اللبنانية بدأت إضرابها والحكومة تعتبره عدوانا (الجزيرة) - أنباء عن تسليم رئيس المحاكم الصومالية نفسه للسلطات الكينية (الجزيرة) - مفتي مصر يدعو لاعتذار سنيشيعي لتجاوز محن التاريخ (الجزيرة) - اختبار لقاح جديد لمكافحة الملاريا في أفريقيا (الجزيرة) - مادة مستخرجة من الطحالب لمكافحة الإيدز (الجزيرة) - المشروبات الغازية تزيد فرط النشاط والتوتر والاكتئاب (الجزيرة) - اختبار يحدد احتمالات التعرض لأزمة قلبية أو جلطات (الجزيرة) - اللبن يقضي على مزايا الشاي للوقاية من أمراض القلب (الجزيرة) - نيويورك قد تفقد شهرتها كأكبر مركز مالي بالعالم (الجزيرة) - بوش "يجب أن يحارب التغير المناخي" (بي بي سي) - كبسولة فضائية هندية تعود إلى الأرض (بي بي سي) - إنتاج بيض دجاج مضاد للسرطان (بي بي سي) - المزاعم العنصرية تشعل المنافسة في "بيج براذر" البريطاني (بي بي سي) - ارتفاع سعر النفط الخام مع انخفاض درجات الحرارة في أمريكا (رويترز) |     |       |      |      |
| 23 يناير 2007 (الثلاثاء) | عدل | تاريخ | راقب | تصفح |

| 23 يناير 2007 (الثلاثاء) | عدل | تاريخ | راقب | تصفح |

| 14 يناير 2007 (الأحد) | عدل | تاريخ | راقب | تصفح |

| \| 15 يناير 2007 (الإثنين) \| عدل \| تاريخ \| راقب \| تصفح \| |     |       |      |      |
| - أكدت الحكومة العراقية تنفيذ حكم الإعدام في حق برزان التكريتي، الأخ غير الشقيق للرئيس العراقي الراحل صدام حسين، ورئيس محكمة الثورة العراقية السابق عواد البندر بعد إدانتهما بقضية إعدام 148 شخصا في الدجيل مطلع الثمانينيات، رأس برزان التكريتي انفصل عن جسده أثناء إعدامه. (الجزيرة) تنفيذ حكم الاعدام ببرزان والبندر [_http://news.bbc.co.uk/hi/arabic/news/newsid_6261000/6261989.stm (بي بي سي)] - بوش وتشيني يحذران إيران من زعزعة الأمن بالعراق (الجزيرة) لاريجاني يلتقي العاهل السعودي عشية زيارة رايس للرياض (الجزيرة) |     |       |      |      |
| 15 يناير 2007 (الإثنين) | عدل | تاريخ | راقب | تصفح |

| 15 يناير 2007 (الإثنين) | عدل | تاريخ | راقب | تصفح |

| \| 16 يناير 2007 (الثلاثاء) \| عدل \| تاريخ \| راقب \| تصفح \| |     |       |      |      |
| - الصين تحقق في فساد بالجيش (رويترز) - الأمم المتحدة تقدم مساعدة للمشردين في أفريقيا الوسطى (رويترز) - علماء يحاولون انقاذ أكثر الكائنات ندرة في العالم (رويترز) - القوات الباكستانية تقصف معسكرا للمتشددين في جنوب وزيرستان (رويترز) - مقتل خمسة على الاقل في خروج قطار عن القضبان في اندونيسيا (رويترز) - صحيفة أسبانية: فيدل كاسترو في حالة خطيرة (رويترز) - الشرطة: مقتل أربعة زعماء لقبائل محلية في دلتا النيجر في نيجيريا (رويترز) - مقتل أربعة اشخاص في تصادم بين عبارة وسفينة قبالة صقلية (رويترز) - مبيكي: جنوب أفريقيا تدرس إرسال جنود لحفظ السلام الي الصومال (رويترز) - طفلان في أذربيجان يشنقان نفسيهما متأثرين باعدام صدام (رويترز) - مفوضة الأمم المتحدة لحقوق الإنسان تهاجم اعدامات العراق (رويترز) - الحكومة الصومالية تتخذ اجراءات صارمة ضد وسائل الاعلام (رويترز) - وزير الدفاع الأمريكي يصل إلى أفغانستان (رويترز) |     |       |      |      |
| 16 يناير 2007 (الثلاثاء) | عدل | تاريخ | راقب | تصفح |

| 16 يناير 2007 (الثلاثاء) | عدل | تاريخ | راقب | تصفح |

| \| 23 يناير 2007 (الثلاثاء) \| عدل \| تاريخ \| راقب \| تصفح \| |     |       |      |      |
| - مقتل مؤيد للحكومة اللبنانية في اشتباك مع محتجين (رويترز) - حواجز الإطارات المحترقة تشل الحركة في لبنان (رويترز) - شركات طيران عربية وعالمية تعلق رحلاتها لبيروت (رويترز) - الجيش العراقي يتسلم جزءا من المسؤولية من الجيش الأمريكي (رويترز) - طفل أردني ينجو من الموت بعد محاولة تقليد إعدام صدام (رويترز) - قائد اثيوبي: القوات الاثيوبية ستبدأ في الانسحاب من مقديشو (رويترز) - الظواهري يسخر من خطة بوش الجديدة تجاه العراق (الجزيرة) - استئناف الحوار الفلسطيني والصحفيون يطالبون بضمانات (الجزيرة) - تعيين الجنرال أشكنازي رئيسا لهيئة أركان الجيش الإسرائيلي (الجزيرة) - تعديل وزاري محدود في ليبيا (الجزيرة) - قمة عربية سداسية في ليبيا اليوم (الجزيرة) - المعارضة اللبنانية بدأت إضرابها والحكومة تعتبره عدوانا (الجزيرة) - أنباء عن تسليم رئيس المحاكم الصومالية نفسه للسلطات الكينية (الجزيرة) - مفتي مصر يدعو لاعتذار سنيشيعي لتجاوز محن التاريخ (الجزيرة) - اختبار لقاح جديد لمكافحة الملاريا في أفريقيا (الجزيرة) - مادة مستخرجة من الطحالب لمكافحة الإيدز (الجزيرة) - المشروبات الغازية تزيد فرط النشاط والتوتر والاكتئاب (الجزيرة) - اختبار يحدد احتمالات التعرض لأزمة قلبية أو جلطات (الجزيرة) - اللبن يقضي على مزايا الشاي للوقاية من أمراض القلب (الجزيرة) - نيويورك قد تفقد شهرتها كأكبر مركز مالي بالعالم (الجزيرة) - بوش "يجب أن يحارب التغير المناخي" (بي بي سي) - كبسولة فضائية هندية تعود إلى الأرض (بي بي سي) - إنتاج بيض دجاج مضاد للسرطان (بي بي سي) - المزاعم العنصرية تشعل المنافسة في "بيج براذر" البريطاني (بي بي سي) - ارتفاع سعر النفط الخام مع انخفاض درجات الحرارة في أمريكا (رويترز) |     |       |      |      |
| 23 يناير 2007 (الثلاثاء) | عدل | تاريخ | راقب | تصفح |

| 23 يناير 2007 (الثلاثاء) | عدل | تاريخ | راقب | تصفح |

| أيقونة بذرة | هذه بذرة مقالة عن تقويم بحاجة للتوسيع. فضلًا شارك في تحريرها. |

| 11 يناير 2007 (الخميس) | عدل | تاريخ | راقب | تصفح |

| 12 يناير 2007 (الجمعة) | عدل | تاريخ | راقب | تصفح |

| 14 يناير 2007 (الأحد) | عدل | تاريخ | راقب | تصفح |

| \| 15 يناير 2007 (الإثنين) \| عدل \| تاريخ \| راقب \| تصفح \| |     |       |      |      |
| - أكدت الحكومة العراقية تنفيذ حكم الإعدام في حق برزان التكريتي، الأخ غير الشقيق للرئيس العراقي الراحل صدام حسين، ورئيس محكمة الثورة العراقية السابق عواد البندر بعد إدانتهما بقضية إعدام 148 شخصا في الدجيل مطلع الثمانينيات، رأس برزان التكريتي انفصل عن جسده أثناء إعدامه. (الجزيرة) تنفيذ حكم الاعدام ببرزان والبندر [_http://news.bbc.co.uk/hi/arabic/news/newsid_6261000/6261989.stm (بي بي سي)] - بوش وتشيني يحذران إيران من زعزعة الأمن بالعراق (الجزيرة) لاريجاني يلتقي العاهل السعودي عشية زيارة رايس للرياض (الجزيرة) |     |       |      |      |
| 15 يناير 2007 (الإثنين) | عدل | تاريخ | راقب | تصفح |

| 15 يناير 2007 (الإثنين) | عدل | تاريخ | راقب | تصفح |

| \| 16 يناير 2007 (الثلاثاء) \| عدل \| تاريخ \| راقب \| تصفح \| |     |       |      |      |
| - الصين تحقق في فساد بالجيش (رويترز) - الأمم المتحدة تقدم مساعدة للمشردين في أفريقيا الوسطى (رويترز) - علماء يحاولون انقاذ أكثر الكائنات ندرة في العالم (رويترز) - القوات الباكستانية تقصف معسكرا للمتشددين في جنوب وزيرستان (رويترز) - مقتل خمسة على الاقل في خروج قطار عن القضبان في اندونيسيا (رويترز) - صحيفة أسبانية: فيدل كاسترو في حالة خطيرة (رويترز) - الشرطة: مقتل أربعة زعماء لقبائل محلية في دلتا النيجر في نيجيريا (رويترز) - مقتل أربعة اشخاص في تصادم بين عبارة وسفينة قبالة صقلية (رويترز) - مبيكي: جنوب أفريقيا تدرس إرسال جنود لحفظ السلام الي الصومال (رويترز) - طفلان في أذربيجان يشنقان نفسيهما متأثرين باعدام صدام (رويترز) - مفوضة الأمم المتحدة لحقوق الإنسان تهاجم اعدامات العراق (رويترز) - الحكومة الصومالية تتخذ اجراءات صارمة ضد وسائل الاعلام (رويترز) - وزير الدفاع الأمريكي يصل إلى أفغانستان (رويترز) |     |       |      |      |
| 16 يناير 2007 (الثلاثاء) | عدل | تاريخ | راقب | تصفح |

| 16 يناير 2007 (الثلاثاء) | عدل | تاريخ | راقب | تصفح |

| \| 23 يناير 2007 (الثلاثاء) \| عدل \| تاريخ \| راقب \| تصفح \| |     |       |      |      |
| - مقتل مؤيد للحكومة اللبنانية في اشتباك مع محتجين (رويترز) - حواجز الإطارات المحترقة تشل الحركة في لبنان (رويترز) - شركات طيران عربية وعالمية تعلق رحلاتها لبيروت (رويترز) - الجيش العراقي يتسلم جزءا من المسؤولية من الجيش الأمريكي (رويترز) - طفل أردني ينجو من الموت بعد محاولة تقليد إعدام صدام (رويترز) - قائد اثيوبي: القوات الاثيوبية ستبدأ في الانسحاب من مقديشو (رويترز) - الظواهري يسخر من خطة بوش الجديدة تجاه العراق (الجزيرة) - استئناف الحوار الفلسطيني والصحفيون يطالبون بضمانات (الجزيرة) - تعيين الجنرال أشكنازي رئيسا لهيئة أركان الجيش الإسرائيلي (الجزيرة) - تعديل وزاري محدود في ليبيا (الجزيرة) - قمة عربية سداسية في ليبيا اليوم (الجزيرة) - المعارضة اللبنانية بدأت إضرابها والحكومة تعتبره عدوانا (الجزيرة) - أنباء عن تسليم رئيس المحاكم الصومالية نفسه للسلطات الكينية (الجزيرة) - مفتي مصر يدعو لاعتذار سنيشيعي لتجاوز محن التاريخ (الجزيرة) - اختبار لقاح جديد لمكافحة الملاريا في أفريقيا (الجزيرة) - مادة مستخرجة من الطحالب لمكافحة الإيدز (الجزيرة) - المشروبات الغازية تزيد فرط النشاط والتوتر والاكتئاب (الجزيرة) - اختبار يحدد احتمالات التعرض لأزمة قلبية أو جلطات (الجزيرة) - اللبن يقضي على مزايا الشاي للوقاية من أمراض القلب (الجزيرة) - نيويورك قد تفقد شهرتها كأكبر مركز مالي بالعالم (الجزيرة) - بوش "يجب أن يحارب التغير المناخي" (بي بي سي) - كبسولة فضائية هندية تعود إلى الأرض (بي بي سي) - إنتاج بيض دجاج مضاد للسرطان (بي بي سي) - المزاعم العنصرية تشعل المنافسة في "بيج براذر" البريطاني (بي بي سي) - ارتفاع سعر النفط الخام مع انخفاض درجات الحرارة في أمريكا (رويترز) |     |       |      |      |
| 23 يناير 2007 (الثلاثاء) | عدل | تاريخ | راقب | تصفح |

| 23 يناير 2007 (الثلاثاء) | عدل | تاريخ | راقب | تصفح |

| 14 يناير 2007 (الأحد) | عدل | تاريخ | راقب | تصفح |

| \| 15 يناير 2007 (الإثنين) \| عدل \| تاريخ \| راقب \| تصفح \| |     |       |      |      |
| - أكدت الحكومة العراقية تنفيذ حكم الإعدام في حق برزان التكريتي، الأخ غير الشقيق للرئيس العراقي الراحل صدام حسين، ورئيس محكمة الثورة العراقية السابق عواد البندر بعد إدانتهما بقضية إعدام 148 شخصا في الدجيل مطلع الثمانينيات، رأس برزان التكريتي انفصل عن جسده أثناء إعدامه. (الجزيرة) تنفيذ حكم الاعدام ببرزان والبندر [_http://news.bbc.co.uk/hi/arabic/news/newsid_6261000/6261989.stm (بي بي سي)] - بوش وتشيني يحذران إيران من زعزعة الأمن بالعراق (الجزيرة) لاريجاني يلتقي العاهل السعودي عشية زيارة رايس للرياض (الجزيرة) |     |       |      |      |
| 15 يناير 2007 (الإثنين) | عدل | تاريخ | راقب | تصفح |

| 15 يناير 2007 (الإثنين) | عدل | تاريخ | راقب | تصفح |

| \| 16 يناير 2007 (الثلاثاء) \| عدل \| تاريخ \| راقب \| تصفح \| |     |       |      |      |
| - الصين تحقق في فساد بالجيش (رويترز) - الأمم المتحدة تقدم مساعدة للمشردين في أفريقيا الوسطى (رويترز) - علماء يحاولون انقاذ أكثر الكائنات ندرة في العالم (رويترز) - القوات الباكستانية تقصف معسكرا للمتشددين في جنوب وزيرستان (رويترز) - مقتل خمسة على الاقل في خروج قطار عن القضبان في اندونيسيا (رويترز) - صحيفة أسبانية: فيدل كاسترو في حالة خطيرة (رويترز) - الشرطة: مقتل أربعة زعماء لقبائل محلية في دلتا النيجر في نيجيريا (رويترز) - مقتل أربعة اشخاص في تصادم بين عبارة وسفينة قبالة صقلية (رويترز) - مبيكي: جنوب أفريقيا تدرس إرسال جنود لحفظ السلام الي الصومال (رويترز) - طفلان في أذربيجان يشنقان نفسيهما متأثرين باعدام صدام (رويترز) - مفوضة الأمم المتحدة لحقوق الإنسان تهاجم اعدامات العراق (رويترز) - الحكومة الصومالية تتخذ اجراءات صارمة ضد وسائل الاعلام (رويترز) - وزير الدفاع الأمريكي يصل إلى أفغانستان (رويترز) |     |       |      |      |
| 16 يناير 2007 (الثلاثاء) | عدل | تاريخ | راقب | تصفح |

| 16 يناير 2007 (الثلاثاء) | عدل | تاريخ | راقب | تصفح |

| \| 23 يناير 2007 (الثلاثاء) \| عدل \| تاريخ \| راقب \| تصفح \| |     |       |      |      |
| - مقتل مؤيد للحكومة اللبنانية في اشتباك مع محتجين (رويترز) - حواجز الإطارات المحترقة تشل الحركة في لبنان (رويترز) - شركات طيران عربية وعالمية تعلق رحلاتها لبيروت (رويترز) - الجيش العراقي يتسلم جزءا من المسؤولية من الجيش الأمريكي (رويترز) - طفل أردني ينجو من الموت بعد محاولة تقليد إعدام صدام (رويترز) - قائد اثيوبي: القوات الاثيوبية ستبدأ في الانسحاب من مقديشو (رويترز) - الظواهري يسخر من خطة بوش الجديدة تجاه العراق (الجزيرة) - استئناف الحوار الفلسطيني والصحفيون يطالبون بضمانات (الجزيرة) - تعيين الجنرال أشكنازي رئيسا لهيئة أركان الجيش الإسرائيلي (الجزيرة) - تعديل وزاري محدود في ليبيا (الجزيرة) - قمة عربية سداسية في ليبيا اليوم (الجزيرة) - المعارضة اللبنانية بدأت إضرابها والحكومة تعتبره عدوانا (الجزيرة) - أنباء عن تسليم رئيس المحاكم الصومالية نفسه للسلطات الكينية (الجزيرة) - مفتي مصر يدعو لاعتذار سنيشيعي لتجاوز محن التاريخ (الجزيرة) - اختبار لقاح جديد لمكافحة الملاريا في أفريقيا (الجزيرة) - مادة مستخرجة من الطحالب لمكافحة الإيدز (الجزيرة) - المشروبات الغازية تزيد فرط النشاط والتوتر والاكتئاب (الجزيرة) - اختبار يحدد احتمالات التعرض لأزمة قلبية أو جلطات (الجزيرة) - اللبن يقضي على مزايا الشاي للوقاية من أمراض القلب (الجزيرة) - نيويورك قد تفقد شهرتها كأكبر مركز مالي بالعالم (الجزيرة) - بوش "يجب أن يحارب التغير المناخي" (بي بي سي) - كبسولة فضائية هندية تعود إلى الأرض (بي بي سي) - إنتاج بيض دجاج مضاد للسرطان (بي بي سي) - المزاعم العنصرية تشعل المنافسة في "بيج براذر" البريطاني (بي بي سي) - ارتفاع سعر النفط الخام مع انخفاض درجات الحرارة في أمريكا (رويترز) |     |       |      |      |
| 23 يناير 2007 (الثلاثاء) | عدل | تاريخ | راقب | تصفح |

| 23 يناير 2007 (الثلاثاء) | عدل | تاريخ | راقب | تصفح |

| أيقونة بذرة | هذه بذرة مقالة عن تقويم بحاجة للتوسيع. فضلًا شارك في تحريرها. |

| 12 يناير 2007 (الجمعة) | عدل | تاريخ | راقب | تصفح |

| 14 يناير 2007 (الأحد) | عدل | تاريخ | راقب | تصفح |

| \| 15 يناير 2007 (الإثنين) \| عدل \| تاريخ \| راقب \| تصفح \| |     |       |      |      |
| - أكدت الحكومة العراقية تنفيذ حكم الإعدام في حق برزان التكريتي، الأخ غير الشقيق للرئيس العراقي الراحل صدام حسين، ورئيس محكمة الثورة العراقية السابق عواد البندر بعد إدانتهما بقضية إعدام 148 شخصا في الدجيل مطلع الثمانينيات، رأس برزان التكريتي انفصل عن جسده أثناء إعدامه. (الجزيرة) تنفيذ حكم الاعدام ببرزان والبندر [_http://news.bbc.co.uk/hi/arabic/news/newsid_6261000/6261989.stm (بي بي سي)] - بوش وتشيني يحذران إيران من زعزعة الأمن بالعراق (الجزيرة) لاريجاني يلتقي العاهل السعودي عشية زيارة رايس للرياض (الجزيرة) |     |       |      |      |
| 15 يناير 2007 (الإثنين) | عدل | تاريخ | راقب | تصفح |

| 15 يناير 2007 (الإثنين) | عدل | تاريخ | راقب | تصفح |

| \| 16 يناير 2007 (الثلاثاء) \| عدل \| تاريخ \| راقب \| تصفح \| |     |       |      |      |
| - الصين تحقق في فساد بالجيش (رويترز) - الأمم المتحدة تقدم مساعدة للمشردين في أفريقيا الوسطى (رويترز) - علماء يحاولون انقاذ أكثر الكائنات ندرة في العالم (رويترز) - القوات الباكستانية تقصف معسكرا للمتشددين في جنوب وزيرستان (رويترز) - مقتل خمسة على الاقل في خروج قطار عن القضبان في اندونيسيا (رويترز) - صحيفة أسبانية: فيدل كاسترو في حالة خطيرة (رويترز) - الشرطة: مقتل أربعة زعماء لقبائل محلية في دلتا النيجر في نيجيريا (رويترز) - مقتل أربعة اشخاص في تصادم بين عبارة وسفينة قبالة صقلية (رويترز) - مبيكي: جنوب أفريقيا تدرس إرسال جنود لحفظ السلام الي الصومال (رويترز) - طفلان في أذربيجان يشنقان نفسيهما متأثرين باعدام صدام (رويترز) - مفوضة الأمم المتحدة لحقوق الإنسان تهاجم اعدامات العراق (رويترز) - الحكومة الصومالية تتخذ اجراءات صارمة ضد وسائل الاعلام (رويترز) - وزير الدفاع الأمريكي يصل إلى أفغانستان (رويترز) |     |       |      |      |
| 16 يناير 2007 (الثلاثاء) | عدل | تاريخ | راقب | تصفح |

| 16 يناير 2007 (الثلاثاء) | عدل | تاريخ | راقب | تصفح |

| \| 23 يناير 2007 (الثلاثاء) \| عدل \| تاريخ \| راقب \| تصفح \| |     |       |      |      |
| - مقتل مؤيد للحكومة اللبنانية في اشتباك مع محتجين (رويترز) - حواجز الإطارات المحترقة تشل الحركة في لبنان (رويترز) - شركات طيران عربية وعالمية تعلق رحلاتها لبيروت (رويترز) - الجيش العراقي يتسلم جزءا من المسؤولية من الجيش الأمريكي (رويترز) - طفل أردني ينجو من الموت بعد محاولة تقليد إعدام صدام (رويترز) - قائد اثيوبي: القوات الاثيوبية ستبدأ في الانسحاب من مقديشو (رويترز) - الظواهري يسخر من خطة بوش الجديدة تجاه العراق (الجزيرة) - استئناف الحوار الفلسطيني والصحفيون يطالبون بضمانات (الجزيرة) - تعيين الجنرال أشكنازي رئيسا لهيئة أركان الجيش الإسرائيلي (الجزيرة) - تعديل وزاري محدود في ليبيا (الجزيرة) - قمة عربية سداسية في ليبيا اليوم (الجزيرة) - المعارضة اللبنانية بدأت إضرابها والحكومة تعتبره عدوانا (الجزيرة) - أنباء عن تسليم رئيس المحاكم الصومالية نفسه للسلطات الكينية (الجزيرة) - مفتي مصر يدعو لاعتذار سنيشيعي لتجاوز محن التاريخ (الجزيرة) - اختبار لقاح جديد لمكافحة الملاريا في أفريقيا (الجزيرة) - مادة مستخرجة من الطحالب لمكافحة الإيدز (الجزيرة) - المشروبات الغازية تزيد فرط النشاط والتوتر والاكتئاب (الجزيرة) - اختبار يحدد احتمالات التعرض لأزمة قلبية أو جلطات (الجزيرة) - اللبن يقضي على مزايا الشاي للوقاية من أمراض القلب (الجزيرة) - نيويورك قد تفقد شهرتها كأكبر مركز مالي بالعالم (الجزيرة) - بوش "يجب أن يحارب التغير المناخي" (بي بي سي) - كبسولة فضائية هندية تعود إلى الأرض (بي بي سي) - إنتاج بيض دجاج مضاد للسرطان (بي بي سي) - المزاعم العنصرية تشعل المنافسة في "بيج براذر" البريطاني (بي بي سي) - ارتفاع سعر النفط الخام مع انخفاض درجات الحرارة في أمريكا (رويترز) |     |       |      |      |
| 23 يناير 2007 (الثلاثاء) | عدل | تاريخ | راقب | تصفح |

| 23 يناير 2007 (الثلاثاء) | عدل | تاريخ | راقب | تصفح |

| 14 يناير 2007 (الأحد) | عدل | تاريخ | راقب | تصفح |

| \| 15 يناير 2007 (الإثنين) \| عدل \| تاريخ \| راقب \| تصفح \| |     |       |      |      |
| - أكدت الحكومة العراقية تنفيذ حكم الإعدام في حق برزان التكريتي، الأخ غير الشقيق للرئيس العراقي الراحل صدام حسين، ورئيس محكمة الثورة العراقية السابق عواد البندر بعد إدانتهما بقضية إعدام 148 شخصا في الدجيل مطلع الثمانينيات، رأس برزان التكريتي انفصل عن جسده أثناء إعدامه. (الجزيرة) تنفيذ حكم الاعدام ببرزان والبندر [_http://news.bbc.co.uk/hi/arabic/news/newsid_6261000/6261989.stm (بي بي سي)] - بوش وتشيني يحذران إيران من زعزعة الأمن بالعراق (الجزيرة) لاريجاني يلتقي العاهل السعودي عشية زيارة رايس للرياض (الجزيرة) |     |       |      |      |
| 15 يناير 2007 (الإثنين) | عدل | تاريخ | راقب | تصفح |

| 15 يناير 2007 (الإثنين) | عدل | تاريخ | راقب | تصفح |

| \| 16 يناير 2007 (الثلاثاء) \| عدل \| تاريخ \| راقب \| تصفح \| |     |       |      |      |
| - الصين تحقق في فساد بالجيش (رويترز) - الأمم المتحدة تقدم مساعدة للمشردين في أفريقيا الوسطى (رويترز) - علماء يحاولون انقاذ أكثر الكائنات ندرة في العالم (رويترز) - القوات الباكستانية تقصف معسكرا للمتشددين في جنوب وزيرستان (رويترز) - مقتل خمسة على الاقل في خروج قطار عن القضبان في اندونيسيا (رويترز) - صحيفة أسبانية: فيدل كاسترو في حالة خطيرة (رويترز) - الشرطة: مقتل أربعة زعماء لقبائل محلية في دلتا النيجر في نيجيريا (رويترز) - مقتل أربعة اشخاص في تصادم بين عبارة وسفينة قبالة صقلية (رويترز) - مبيكي: جنوب أفريقيا تدرس إرسال جنود لحفظ السلام الي الصومال (رويترز) - طفلان في أذربيجان يشنقان نفسيهما متأثرين باعدام صدام (رويترز) - مفوضة الأمم المتحدة لحقوق الإنسان تهاجم اعدامات العراق (رويترز) - الحكومة الصومالية تتخذ اجراءات صارمة ضد وسائل الاعلام (رويترز) - وزير الدفاع الأمريكي يصل إلى أفغانستان (رويترز) |     |       |      |      |
| 16 يناير 2007 (الثلاثاء) | عدل | تاريخ | راقب | تصفح |

| 16 يناير 2007 (الثلاثاء) | عدل | تاريخ | راقب | تصفح |

| \| 23 يناير 2007 (الثلاثاء) \| عدل \| تاريخ \| راقب \| تصفح \| |     |       |      |      |
| - مقتل مؤيد للحكومة اللبنانية في اشتباك مع محتجين (رويترز) - حواجز الإطارات المحترقة تشل الحركة في لبنان (رويترز) - شركات طيران عربية وعالمية تعلق رحلاتها لبيروت (رويترز) - الجيش العراقي يتسلم جزءا من المسؤولية من الجيش الأمريكي (رويترز) - طفل أردني ينجو من الموت بعد محاولة تقليد إعدام صدام (رويترز) - قائد اثيوبي: القوات الاثيوبية ستبدأ في الانسحاب من مقديشو (رويترز) - الظواهري يسخر من خطة بوش الجديدة تجاه العراق (الجزيرة) - استئناف الحوار الفلسطيني والصحفيون يطالبون بضمانات (الجزيرة) - تعيين الجنرال أشكنازي رئيسا لهيئة أركان الجيش الإسرائيلي (الجزيرة) - تعديل وزاري محدود في ليبيا (الجزيرة) - قمة عربية سداسية في ليبيا اليوم (الجزيرة) - المعارضة اللبنانية بدأت إضرابها والحكومة تعتبره عدوانا (الجزيرة) - أنباء عن تسليم رئيس المحاكم الصومالية نفسه للسلطات الكينية (الجزيرة) - مفتي مصر يدعو لاعتذار سنيشيعي لتجاوز محن التاريخ (الجزيرة) - اختبار لقاح جديد لمكافحة الملاريا في أفريقيا (الجزيرة) - مادة مستخرجة من الطحالب لمكافحة الإيدز (الجزيرة) - المشروبات الغازية تزيد فرط النشاط والتوتر والاكتئاب (الجزيرة) - اختبار يحدد احتمالات التعرض لأزمة قلبية أو جلطات (الجزيرة) - اللبن يقضي على مزايا الشاي للوقاية من أمراض القلب (الجزيرة) - نيويورك قد تفقد شهرتها كأكبر مركز مالي بالعالم (الجزيرة) - بوش "يجب أن يحارب التغير المناخي" (بي بي سي) - كبسولة فضائية هندية تعود إلى الأرض (بي بي سي) - إنتاج بيض دجاج مضاد للسرطان (بي بي سي) - المزاعم العنصرية تشعل المنافسة في "بيج براذر" البريطاني (بي بي سي) - ارتفاع سعر النفط الخام مع انخفاض درجات الحرارة في أمريكا (رويترز) |     |       |      |      |
| 23 يناير 2007 (الثلاثاء) | عدل | تاريخ | راقب | تصفح |

| 23 يناير 2007 (الثلاثاء) | عدل | تاريخ | راقب | تصفح |

| أيقونة بذرة | هذه بذرة مقالة عن تقويم بحاجة للتوسيع. فضلًا شارك في تحريرها. |